# Anisomysis bifurcata
Anisomysis bifurcata är en kräftdjursart som beskrevs av W. M. Tattersall 1912. Anisomysis bifurcata ingår i släktet Anisomysis och familjen Mysidae. Inga underarter finns listade i Catalogue of Life.